# Petit Donon
Le Petit Donon est, comme le Donon, un des sommets septentrionaux des Vosges gréseuses. Il se trouve dans le Bas-Rhin, dans les forêts de la commune de Wisches à 7 km au nord-ouest du centre de celle-ci, et à 3,2 km de la commune de Grandfontaine.

## Géographie

### Situation
Le Petit Donon (961 m d'altitude) se trouve à une distance de 900 m à vol d'oiseau au nord-est du Donon. Le Petit Donon est au sud d'une croupe allongée d'une longueur de 1 500 m orientée approximativement nord-sud. Au nord se trouve un autre sommet, la côte de l'Engin (911 m d'altitude). Le Donon et le Petit Donon sont séparés par le col d'Entre-les-Donons d'une altitude de 822 m. Un troisième sommet complète le secteur : le Kohlberg (907 m), il se trouve respectivement à 1 550 m du sommet du Donon, et à 830 m de celui du Petit Donon. Un col (sans dénomination) sépare également le Petit Donon du Kohlberg (798 m d'altitude)

### Géomorphologie
Le Petit Donon, comme le Donon (appelé aussi Grand Donon), et comme les autres sommets du secteur et des Vosges moyennes gréseuses, est une butte résiduelle, reste du démantèlement de la vaste couverture composée d'alluvions fluviatiles d'origine détritique, déposée par les cours d'eau au Trias, et qui recouvrait tout l'est de la France jusqu'au Palatinat et la Sarre.
Comme tous les sommets des Vosges moyennes, la roche est un grès rose. Dans ce secteur son épaisseur peut atteindre 900 m descendant jusqu'au socle principal, l'ancienne pénéplaine post-hercynienne. Le dernier étage est souvent occupé par un autre type de grès contenant des galets : un poudingue appelé conglomérat principal. Celui-ci forme souvent des corniches, surplombant les pentes inférieures, couvertes des débris résultant de l'érosion de celles-ci. Le Petit Donon n'échappe pas à cette règle.
Les pentes du Petit Donon, sont très fortes : le versant ouest à une pente de 56 % tandis que celle du versant est atteinte jusqu'à 64 %. Pentes de profil courant que l'on retrouve dans les autres buttes et sommets de même origine géomorphologique.

### Végétation

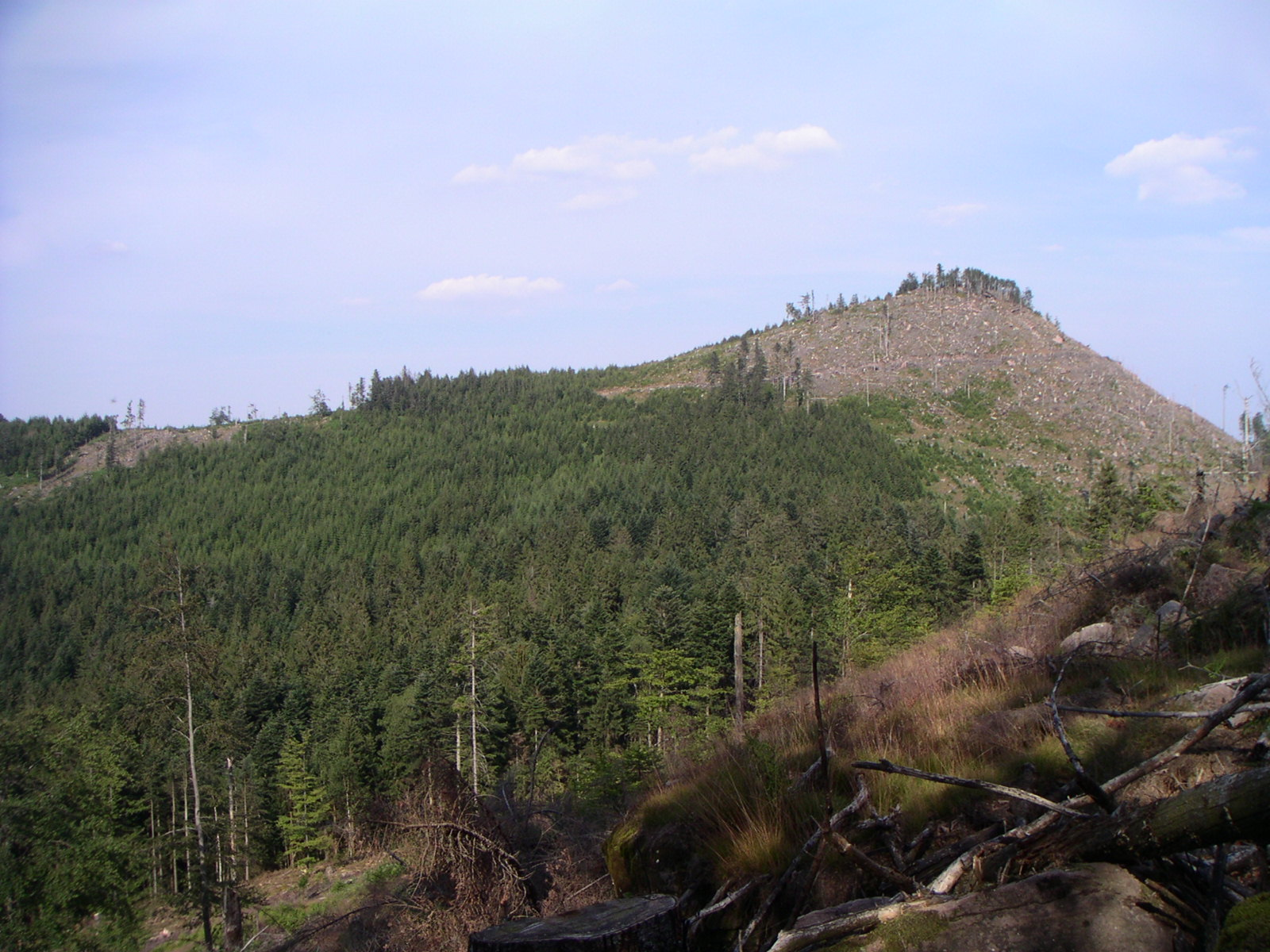
Vue du versant ouest et sommet du Petit Donon depuis les pentes nord du Donon, après la tempête du 26 décembre 1999

La couverture forestière est essentiellement une hêtraie-sapinière, avec dominance du sapin. L'érable est également présent à tous les étages. Sur les corniches sommitales on trouve des alisiers, sorbiers. La strate herbacée est composée de peu d'espèces : callune, des éricacées comme la myrtille, la canche flexueuse.
Laurier de Saint-Antoine, Digitale pourpre, Prénanthe pourpre, Epilobium montanum, Mélampyre des forêts, l'Herbe à Robert
La molinie, la fougère aigle, colonisent également les surfaces déboisées, indiquant également une forte acidité, des sols pauvres en éléments nutritifs, de faible épaisseurs, avec peu ou pas d'humus. 
La tempête Lothar du 26 décembre 1999 a détruit de larges portions de la surface boisée, essentiellement sur les pentes et les hauteurs renforçant la sécheresse par l'action directe du vent sur les sols. Ajoutons à cela, malgré une pluviométrie assez forte, une faible rétention d'eau en surface tendant à un climax de landes. Le reboisement de ces surfaces est en cours.

## Histoire
Lors de l'existence de la principauté de Salm, la borne no 1 de l'abornement de 1753 se trouvait, au col Entre les Donons. La rivière la Plaine, prenant sa source en dessous de ce col, faisait limite entre la principauté et le Duché de Lorraine, au nord. Le Petit Donon se trouvait sur le duché d'Alsace appartenant alors au royaume de France. Côté Alsace, la frontière plongeait vers le sud rejoignant le ruisseau de la goutte du Marteau, puis le ruisseau de Framont qui passe à Grandfontaine.
Lors de la défaite de 1870, le Petit Donon, comme les autres sommets environnants, dont le Donon, a subi le sort des départements annexés (traité de Versailles et traité de Francfort). Il s'est retrouvé dans le Reichsland. La nouvelle frontière franco-allemande est proche.

### Première Guerre mondiale
Avant l'ouverture du conflit franco-allemand, le commandement militaire allemand avait reporté sa défense fortifiée sur la place de Strasbourg ainsi qu'en rive gauche du Rhin, avec un fort de grande importance dans la vallée de la Bruche, à Mützig : le fort Kaiser-Wilhem-II.
À la frontière au col du Donon, le Donon, le Petit Donon, ainsi que d'autres sommets frontaliers, magnifiques observatoires, n'ont fait l'objet d'aucun aménagement ou retranchements particuliers. À la déclaration de guerre, quelques faibles détachements (douaniers, forestiers...) occupaient le col et le secteur, ils n'ont d'ailleurs opposé qu'une résistance « de principe» face à l'offensive française du 14 août 1914, cela faisait partie de la stratégie de haut commandement allemand. Les premiers véritables combats se déroulent sur la frontière et dans les anciens départements français annexés (Reichsland). Suivant le plan allemand, l'attaque générale avait lieu au nord, avec cinq armées arrivant par la Belgique et le Luxembourg.
- août 1914 :

Les 31 juillet et 1er août 1914, les premiers échelons du  21e Corps d'Armée (13e et  43e division d'Infanterie) entament leur mission de couverture. La 13e Division d'infanterie, et plus précisément la 25e Brigade se concentre sur la vallée de la Meurthe, entre Flin et Saint-Dié. Les éléments d'active des  17e,  20e et  21e Bataillons de Chasseurs, présents dans les casernes de la vallée de la Meurthe depuis 1913, ou proches (Rambervillers, Baccarat, Raon-l'Étape) marchent en direction de la frontière et gagnent leurs positions de couverture, en respectant la marge diplomatique des 10 km :
17e Bataillon de Chasseurs à Pied sur Montigny ;
20e Bataillon de Chasseurs à Pied sur Sainte-Pôle ;
21e Bataillon de Chasseurs à Pied à Celles-sur-Plaine et Badonviller ;
17e Régiment d'Infanterie à Merviller et Baccarat.
Les premiers échanges de coups de feu entre les avant-postes et des éléments de cavalerie allemandes ayant franchi la frontière, ont lieu les 6 et 7 août.
Entre le 8 et le 12 août, la 43e Division d'Infanterie attaque et s'empare des cols vosgiens sur la frontière (Col du Bonhomme, col de Sainte-Marie, col d'Urbeis), la 26e Brigade (13e DI) s'empare des cols du Hantz, d'Hermanpaire, du Las, de Saales.
- 13 août : la mission de couverture est remplie; tous les éléments de la 13e DI entrent en opérations.

Ire Armée, État Major, Instruction générale d'opérations no 1 :
« La Ire Armée se portera demain 14 août en prenant comme objectif les forces allemandes, occupant la région de Sarrebourg, le Donon, la Haute Vallée de la Bruche, forces qu'il s'agit de mettre hors de cause et en les rejetant sur Strasbourg et la Basse-Alsace... le 21e corps attaquera principalement par la vallée de la Bruche en se reliant au groupement des 8e et 13e corps, par un élément de la division de gauche, qui progressant par les vallées de la Plaine et du Rabodeau, se dirigera sur le Donon et de là sur Obersteigen par les crêtes.- signé le Général commandant la Ire Armée - DUBAIL »
- 14 août : Partie de la vallée de la Plaine la 25e Brigade[7] s'empare du col et du Massif du Donon sans rencontrer grande résistance.
- 15 août : les trois bataillons de chasseurs à pied de la Brigade sont au Donon (17e, 20e et 21e BCP. Également le 57e BCP[8]. Aménagement de la défense du terrain.
- 20 août : bataille du Donon.
- 21 août : bataille du Donon.
- 22 août : retraite générale des Ire et IIe armées françaises, sur la Meurthe.

Une autre bataille va bientôt commencer, le 25 août, celle de la Meurthe : bataille du Grand-Couronné, bataille de la trouée de Charmes, bataille de la Chipotte, bataille de la Haute Meurthe. Bataille d'arrêt, vitale pour la poursuite de la guerre, elle sera triomphante sur toute la ligne de front. 
- 1915 à 1918 :

Les combats sont définitivement éloignés du secteur des Donons. Le sort du conflit est reporté plus au nord. Le front, à la suite de la contre-offensive française victorieuse de fin août-septembre 1914, serpente, à une dizaine de kilomètres, parallèlement à la rive droite de la Meurthe. Les seuls combats du secteur de la vallée de la Plaine et de la Bruche se dérouleront autour du col de la Chapelotte, au travers essentiellement d'une guerre de mines qui durera jusqu'à fin 1917.
Les troupes allemandes d'occupation du Donon, de la vallée de la Plaine et du versant ouest de celle-ci, dépendant de la Place de Strasbourg, s'efforceront pendant ces années de fortifier tout le secteur, et cela jusqu'à Cirey et Blâmont. Il reste sur le terrain de très nombreux ouvrages bétonnés.
En 1918, le col du Donon, le Grand Donon et le Petit Donon se retrouvent dans le département du Bas-Rhin. Le premier sur la commune de Wisches, le second sur la commune de Grandfontaine, la limite des deux communes passant par le col d'Entre-les-Donons. 
L'ancienne limite Vosges/Bas-Rhin, qui se trouvait avant 1870 sur la ligne de partage des eaux, donc sur la ligne de crête, n'est pas reprise. Elle suit le tracé de la frontière de 1914, descendant sur les pentes ouest et entourant le village de Raon-sur-Plaine qui, ainsi, ne retrouve pas sa surface forestière. C'est la commune de Grandfontaine qui hérite de la plus grande partie de ces forêts. Le litige entre ces deux communes dure toujours.